# Anhambaí
 (mai 2021).
Anhambaí était un bateau à roues à aubes servant de canonnière à vapeur dans la marine de l'empire du Brésil (Imperial Brazilian Navy (en) qui a servi dans la guerre de la Triple-Alliance (1864-1870).

## Guerre paraguayenne
Les 27 et 28 décembre 1864, il participe à la défense de Forte Novo de Coimbra, ayant transporté toute la garnison du fort. À l'époque, le navire était commandé par le capitaine lieutenant Baldwin José Ferreira de Aguiar.
Le 6 janvier 1865, l'Anhambai fut capturé par les navires à vapeur paraguayens Iporá et Rio Apá dans le fleuve São Lourenço, dans l'actuel Mato Grosso do Sul, lors d'un assaut contre le Forte Novo de Coimbra. Ces événements et d'autres ont motivé l'empire du Brésil à déclarer la guerre au Paraguay.
Ce navire est l'un de ceux qui ont échappé à la poursuite de la flotte brésilienne en entrant dans la rivière Manduvirá et en entrant finalement dans la région de Vapor Cué par la rivière Yhaguy, où il est resté échoué et abandonné dans la boue pendant près d'un siècle.

## Navire-musée
Près d'un siècle plus tard, sa coque, sa chaudière et d'autres composants ont été récupérés par des spécialistes et exposés dans le parc national de Vapor Cué, à Caraguatay , département de Cordillera au Paraguay (à 100 km de la capitale Asunción ).